# 昆西 (华盛顿州)
昆西（英文：Quincy），是美国华盛顿州格兰特县下属的一座城市。根据 2000年美国人口普查，该市有人口5,044人。根据2010年美国人口普查，该市有人口6,750人。而2011年估计该市有6,917人。